# 宍倉暁子
ししくら 暁子（ししくら きょうこ、1967年11月30日 - ）は、日本の女優。

## 経歴
高校三年生の時にケラリーノ・サンドロヴィッチの劇団健康の旗揚げに参加。その後野外劇、テント芝居、発見の会に参加。レオス・カラックスに会いたいと渡仏し、3年間滞在。本人に対面し帰国。
freejazzオーケストラバンド“渋さ知らズ”に3年間メンバーとして参加。シェイクスピアシアター研究所にて出口典雄に学ぶ。
『兼高かおる世界の旅』が憧れの仕事。2児の母。

## 出演

### 映画
- 献呈（エリザベス宮地監督） - 結婚相談所所長 役
- ツーアウトフルベース（内田英治脚本　藤澤浩和監督） - ハチの母 役
- But did happen（吹田祐一監督） - 校長 役
- めぐる（モンティンダン監督） - 主人公の母親・尚子 役
- Pray（三武直人監督） - 母 役
- 忘却の先駆者（石原海監督） - 主人公の母親 役
- 森のかたみ（大杉拓真監督） - 母親・岩井由紀子 役
- 我王伝（土持幸三監督） - クラブのママ 役
- 湿りゆく街（大杉拓真監督）喫茶店ギャラリーオーナー・二木由枝 役
- 共喰い（青山真治監督） - アパートの女 役

### TV
- 「SUNNY」Apple TV　ルーシーチュルニアク監督
- 「新聞記者」NETFLIX 　藤井道人監督　土井知佳子 役
- ペアキュン「兄弟の呪縛」池田千尋監督　三木真理子 役
- 「大豆田とわ子と三人の元夫」池田千尋監督　大倉紀子 役
- 「もふもふモフモフ」NHK総合　松村亮一監督
- 「NGEMPELA」SABC南アフリカTV　Dumisani Phakathi監督 老女 役
- 「サイコルームからの挑戦状」BeeTV　母役
- 「からだのヒミツ」　NHKBSプレミアム　松村亮一演出　ハナエ 役
- 「贖罪の奏鳴曲」WOWWOW　青山真治監督　御子柴の母 役

### ウェブドラマ
- ココネット「ハーティストストーリー」第一話　池田千尋監督　広田真由美・カエルの声 役
- ”＃love_delusion”　カツセマサヒコ×松本花奈監督　母 役

### ナレーション
- LPCグループ「お父さん編」（TVCM）
- CX　NONFIX　「酒飲みの大義」是枝裕和監督

### CM
- 第一三共”サイエンス、それは希望。第一三共が作りたいもの”　篇
- LINE　BITMAX　食堂の女将役
- 共立メンテナンス「良い朝のために　ドミトリーズ編」田中辰監督　寮母 役
- Bioverativ　企業プロモーション動画映像「変える勇気編」 母親 役
- トヨタマーケティングジャパン企業CM 母 役
- 警視庁「飲酒運転撲滅 CM ラーメン屋編」 女店主 役
- LPCグループ「お母さん編」 お母さん役　＊島根広告賞テレビCM部門金賞

### PV
- William SINGE 「Up all night」クラブのママ役
- 稲垣潤一「夜のストレンジャー」歌手役（主演）

### 舞台
- 寺山修司朗読”美の永遠について～プシケ”（2024年　大久保千代太夫一座）
- 発見の会「大正てんやわんや」　（2023年）どん底ワシリーサ役
- 葉衣企画「葉衣」「大つごもり」「にごりえ」（2014~2023年）　作・演出井村昴　振付花柳輔礼乃 樋口一葉・お初役他
- 月蝕歌劇団「男の星座」　大山倍達役（2018年）
- 月蝕歌劇団「ねじ式・紅い花」旅人役、「盲人書簡 -上海篇-」母役（2017年）
- 「ワーニャ伯父さん」演出青山真治　マリーナ役（2014年）
- 月蝕歌劇団「草迷宮」（2013年）
- カクシンハン「海辺のロミオとジュリエット」作・演出木村龍之介（2012年）
- カクシンハン旗揚げ公演「ハムレット×渋谷」作・演出木村龍之介（2012年）
- 風煉ダンス「泥リア」（2011年）
- 劇団シェイクスピアシアター「こころ」再演　脚色・演出出口典雄（2007~2009年）
- 劇団サーカスシアター「幽霊船」（2008年）
- 日パ合同公演 パレスチナキャラバン「ピノキオ」（2007年）
- 「ベルナルダアルバの家」作ガルシア・フェルナンド・ロルカ、演出高瀬久男（2006年）
- 風煉ダンス「犬松Z」作・演出林周一（2005年）
- 発見の会「もうひとつの修羅」作上杉清文、演出瓜生良介（2004）
- 発見の会「あちゃらか四谷怪談」作上杉清文、演出有馬則純（2004年）
- 内田栄一10 回忌「映画作家 内田栄一の作り方（2003年）」
- 発見の会「都々逸イデオロギー」作上杉清文、演出有馬則純（2003年）
- 魚人帝国「DOOM 神州纐纈城」（1999年）
- ”B V”作・演出福居ショウジン、渋さ知らズライブバージョン（1999年）
- 野良犬（四谷怪談より）」作・演出呉一郎（1998年）
- 魚人帝国「白いカラスは、歌う鯨の夢を見て泣く」（1997年）
- 発見の会「野外劇桜姫シンクロトロン御心臓破り」作桜井大造（風の旅団）、演出瓜生良介（1997年）
- 魚人帝国「キリクとゴーゴーの境」（1996年）
- 京都西部講堂拠点とし、テント芝居　魚人帝国旗揚げ「奇形の天女」（1995年）
- 劇団SARAFE「L’ETERNEL」　LESFRIGOSにて（FRANCE）（1992年）
- 少年王者館「踊るお父さん」作井村昴　演出天野天街（1990年）
- 野外劇BEAST　荒川土手版　（1986年）
- 野外劇BEAST　飛田給飛行場版（1986年）
- 劇団健康「カイカイデー」作演出ケラリーノ・サンドロヴィッチ（1986年）
- 劇団健康「逆回転アワー」作演出ケラリーノ・サンドロヴィッチ（1986年）
- 劇団健康旗揚げ公演(ナイロン100℃)「ホワイトソング」作・演出ケラリーノ・サンドロヴィッチ（1985年）　　他多数

## 演技トレーニング歴等
- シェイクスピアシアター研究所
- 塩谷俊アクターズクリニーク
- UPS　T3　卒業